# Katedra św. Anny i Najświętszej Maryi Panny w Haarlemie
Katedra św. Anny i Najświętszej Maryi Panny w Haarlemie – katedra diecezji harlemskiej Kościoła Starokatolickiego w Holandii. Katedra znajduje się przy ul. Kinderhuissingel 76 w Haarlem, a jej proboszczem jest ks. Peter Feenstra. Wspólnota starokatolicka w Haarlemie liczy już ponad 300 lat.  
W końcu 1935 roku architekt H.T Zwierd stworzył projekt architektoniczny i plan budowy kościoła, który zakładał stworzenie świątyni wraz z zapleczem technicznym, pomieszczeniami administracyjnymi i mieszkaniami. Architekt stworzył kompleksowy budynek na małej powierzchniowo działce, ale przy tym gustowny i bogaty.